# Columna Maroto
La columna «Maroto» va ser una unitat de milícies que va operar al començament de la Guerra civil espanyola.

## Historial
La columna va ser fundada a Alacant, en l'estiu de 1936, pel dirigent anarquista granadí Francisco Maroto del Ojo. En un primer moment va quedar composta per 270 milicians de base anarquista. Després de quedar formada, el 6 d'agost la columna va sortir de la capital alacantina i es va dirigir al front de Granada; va aconseguir la localitat de Guadix, on va establir la seva caserna general. En aquesta zona va aconseguir reclutar més voluntaris, fins a aconseguir la columna el miler d'efectius.
Les seves accions militars, no obstant això, van ser nul·les. La columna «Maroto» va arribar a prendre part en l'atac contra Güejar Sierra, però mai va estar en condicions de reprendre la ciutat de Granada. A la fi de 1936 els intents de militarització d'aquesta milícia van trobar l'oposició del seu comandant, Maroto del Ojo.
Després de la seva militarització la unitat va desaparèixer i els seus efectius servirien per a la creació de les brigades mixtes 89a i 147a, al front d'Andalusia.